# Бут, Скотт
Скотт Бут (англ. Scott Booth; род. 16 декабря 1971, Абердин) — шотландский футболист, тренер. Выступал на позиции нападающего.

## Клубная карьера

### «Абердин»
Скотт начал футбольную карьеру в клубе из своего родного города, «Абердин». Бут являлся частью той команды, которая была одной из флагманов шотландского футбола на рубеже восьмидесятых и девяностых годов. Особенный вклад он внес в сезоне 1989/1990, когда благодаря его игре команда выиграла Кубок Шотландии, а в следующем году заняла вторую строчку чемпионата третий раз подряд.
В сезоне 1995/1996 Скотт «тащит» команду на себе в Кубке шотландской лиги, принимая участие в каждом матче, но травма мешает ему принять участие в заслуженном финале, где его клуб одерживает победу над «Данди» и выигрывает кубок. Меньше чем через два года Бут неожиданно покидает «Абердин» и принимает приглашение дортмундской «Боруссии».

### «Боруссия» Дортмунд и аренда в голландских клубах
Переход Скотта в стан дортмундцев, возможно, стал одной из причин ухода из клуба его товарища по сборной Пола Ламберта, так как, несмотря на разное амплуа, в схеме Отмара Хитцфельда они были конкурентами. Несмотря на эти обстоятельства, проявить себя в «Боруссии» Бут толком не сумел. Конкуренцию за место в основе выиграл молодой российский футболист Владимир Бут. Правда Бут сумел принять участие в нескольких матчах группового турнира Лиги Чемпионов, а также стал первым шотландцем, выигравшим Межконтинентальный Кубок с иностранным клубом.
Для того, чтобы иметь игровую практику и гарантировать себе место в заявке сборной, на Чемпионате Мира 1998 года Бут переходит в голландский «Утрехт», на правах аренды. Годом позже он вновь временно отправляется в Голландию, на этот раз в «Витесс», после чего окончательно освоившийся на родине тюльпанов Скотт заключает постоянное соглашение с «Твенте».

### «Твенте»
В составе «Твенте» Бут играет последующие четыре года. Он становится любимцев местных болельщиков, а в 2001 году помогает команде завоевать Кубок Нидерландов, спустя 24 года. В 2003 году «Твенте» испытывает серьезные финансовые трудности, и Скотт возвращается на Шотландию, в родной «Абердин».

### «Абердин»
Летом 2003 года Бут заключает контракт на год с «Абердином». Он становится одним из лучших бомбардиров команды, забив 8 голов в 21 матче, пока не получает травму. По итогам года Скотт принимает решение о завершении карьеры в возрасте 32-х лет.

## Международная карьера
Бут сыграл за сборную Шотландии 22 матча и забил 6 голов. Благодаря его голам «кельты» попадают на Евро-96. Скотт забивает важные голы в тяжелейших поединках против сборных России (1-1) и Финляндии (1-0). Также Бут является членом команды на Чемпионате Мира 1998 года.

## После окончания карьеры
После окончания карьеры футболиста Бут работает комментатором и экспертом на британском телевидении. В декабре 2011 года Скотт принимает предложение стать ассистентом тренера сборной Шотландии (до 15).